# Mortlach
Mortlach je skotská palírna společnosti United Distillers & Vintners nacházející se ve městě Dufftown v hrabství Banffshire, jež vyrábí skotskou sladovou whisky.

## Historie
Palírna byla založena v roce 1823 Jamesem Findlaterem, Donaldem McIntoshem a Alexandrem Gordonem a produkuje čistou sladovou whisky. Slovo mortlach údajně znamená údolí ve tvaru misky, což odpovídá vzhledu místa, v němž palírna stojí. Může též znamenat Mort: masakr a Lach: divoká kachna, což je odvozeno ze staré keltštiny. V letech 1837–1851 byla palírna uzavřena a v tu dobu sloužila jako kostel. Od roku 1852 jsou majiteli palírny John Gordon a George Cowie. V roce 1917 je palírna prodána společnosti J. Walker & Co. Modernizací prochází v roce 1963 a dnešním majitelem je United Distillers & Vintagers. Produkuje whisky značky Mortlach, což je 16letá whisky s obsahem alkoholu 43%. Část produkce se používá do míchaných whisky Johnnie Walkers. Tato whisky je medové chuti s příměsí marcipánu a máty.